# 冰河國家公園 (美國)
冰川国家公园（英語：Glacier National Park）位于美国蒙大拿州西北部的美加边界，毗邻加拿大阿尔伯塔省和不列颠哥伦比亚省。公园占地超过4,000平方（1 × 106英畝），包括两个落基山脉子山脉的部分区域，并有130多个命名湖泊，是逾千种植物和数百种动物的家园。这个巨大的原始生态系统更是“大陆生态系统之冠”保护区的核心，后者占地41,000平方（16,000平方英里）。
最初，美国原住民居住在冰川国家公园所在地区。在欧洲探险家到来后，东部和西部地区分别被黑脚联盟和平头联盟控制。迫于压力，黑脚联盟于1895年将条约中规定的山地割让给联邦政府；它后来成为公园的一部分。1910年5月11日，公园建立后不久，大北方铁路公司修建了许多酒店和木屋。这些历史悠久的酒店和木屋被列为国家历史名胜，同时共有350个地点被列入《国家史迹名录》。到1932年，奔向太阳之路工程完工，这条路后来被指定为国际土木工程历史古迹，使得汽车进入公园中心更加便利。
冰川国家公园的山脉在1.7亿年前开始形成，当时古老的岩石被迫向东移动并覆盖在更年轻的岩层上。这些沉积岩被称为刘易斯逆冲岩，被认为是地球上最优秀的早期生命化石。刘易斯山脉和利文斯顿山脉目前的形状，以及湖泊的位置和大小，都显示了大规模冰川活动的证据，冰川活动刻蚀出U型山谷，留下了蓄水的冰碛，并形成了湖泊。在19世纪中叶的小冰期后期，公园内估计有150个面积超过0.10平方（25英畝）的冰川，到2010年时只剩下25个活跃的冰川。研究该公园冰川的科学家们估计，如果目前的气候模式持续下去，所有活跃的冰川可能都会在2030年之前消失。
冰川国家公园基本上拥有該地區所有的原生植物和动物物种。公园内栖息有灰熊、驼鹿和雪羊等大型哺乳动物，以及貂熊和加拿大猞猁等稀有或濒危物种。该地已有数百种鸟类、十几种鱼类，以及一些爬行动物和两栖动物的记录。该公园拥有从草原到苔原的众多生态系统。北美乔柏和铁杉林的最东部位于公园的西南端。除了1964年，公园每年都会发生火灾。1936年发生了64起火灾，是有记录以来最多的一年。2003年，六场大火烧毁了大约550平方（136,000英畝）的土地，占公园面积的13%以上。
冰川国家公园与加拿大的沃特顿湖国家公园接壤——这两个公园合称沃特顿-冰川国际和平公园，并于1932年被指定为世界上第一个国际和平公园。它们在1976年被联合国指定为生物圈保护区，并于1995年被指定为世界遗产。2017年4月，联合公园被国际暗天协会授予国际暗天公园的临时黄金级别，这是第一个跨境暗空保育区。

## 历史

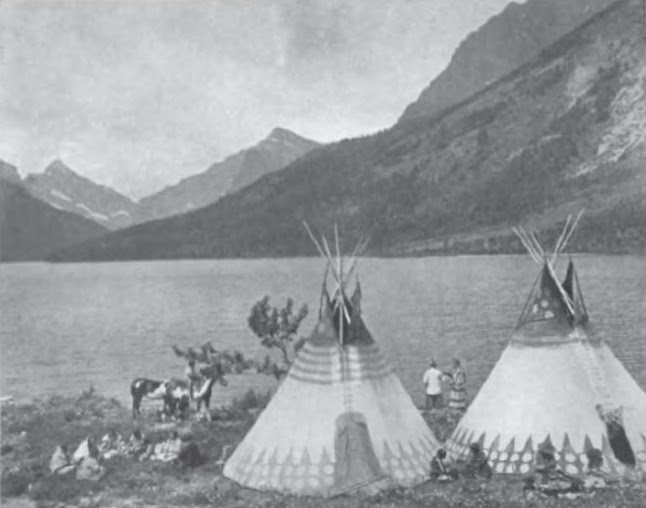
圣玛丽湖上游的黑脚人营地，c.1916年

根据考古证据，大约一万年前，美国原住民首次来到冰川地区。与当前部落有血缘关系的最早居住者是萨利什人和库特奈人、肖松尼人、夏安人。黑脚人生活在后来属于公园的东部斜坡上，以及东部的北美大平原上。公园地区为黑脚人提供了躲避平原地区严冬季风的庇护所，使他们开展传统野牛狩猎活动的同时，还能够有其他野味。现在，黑脚印第安人保留地在东部与公园接壤，而平头印第安人保留地位于公园的西部和南部。1855年，根据《跛牛条约》（Lame Bull Treaty），黑脚保护区首次建立，此时其包括了目前公园的东部地区，直到大陆分水岭。黑脚人认为，这一地区的山脉——特别是酋长山和东南部的双药地区——是“世界的脊梁”，因此他们在愿景追寻这一仪式中经常前往这一地区。1895年，黑脚人的首领怀特·卡夫（White Calf）批准以150万美元的价格将出售约3,200平方（800,000英畝）的山区予美国政府，条件是只要相关区域仍是美国公共土地，他们将保持对该土地的狩猎使用权。这确定了目前公园和保留地之间的边界。
1806年，刘易斯与克拉克远征队在探索马里亚斯河时，来到了距离现在公园80（50英里）的范围内。1850年以后的一系列探索，有助人们深入认识相关地区。1885年，乔治·伯德·格林内尔聘请了著名探险家詹姆斯·威拉德·舒尔茨，指导他到后来成为公园的地区狩猎考察。多次前往该地区后，格林内尔被这里的风景所感染，随后二十年里致力建立国家公园。1901年，他撰写了一篇描述该地区的文章，将其称为“大陆之冠（Crown of the Continent）”。他保护土地的努力，使他成为这项事业的主要贡献者。在他首次造访的数年后，亨利·刘易斯·史汀生和两位同伴（包括一位黑脚人）于1892年登上了酋长山陡峭的东壁。
1891年，大北方铁路在海拔1,589（5,213英尺）的马里亚斯山口处穿越大陆分水岭，此处为公园的南部边界。为了刺激铁路的使用，大北方铁路公司很快就向公众宣传了该地区的壮丽景色。同时，格林内尔游说美国国会将购买的山区指定为森林保护区。1897年，刘易斯和克拉克国家森林正式建立。之后小规模采矿仍被允许，但商业并未得到发展。与此同时，支持保护该地区的人士仍在努力。1910年，在布恩和克罗克特俱乐部的影响下，并在格林内尔和大北方铁路公司主席路易斯·沃伦·希尔的引领下，美国国会提出将该地区指定为国家公园的法案。该法案于1910年由威廉·霍华德·塔夫脱总统签署成为法律。1910年，格林内尔写道：“这个公园，国家要感谢布恩和克罗克特俱乐部，他们的成员发现了该地区，并建议将其划出，同时促使法案被提交给国会，也引起了全国人民对它的兴趣。”

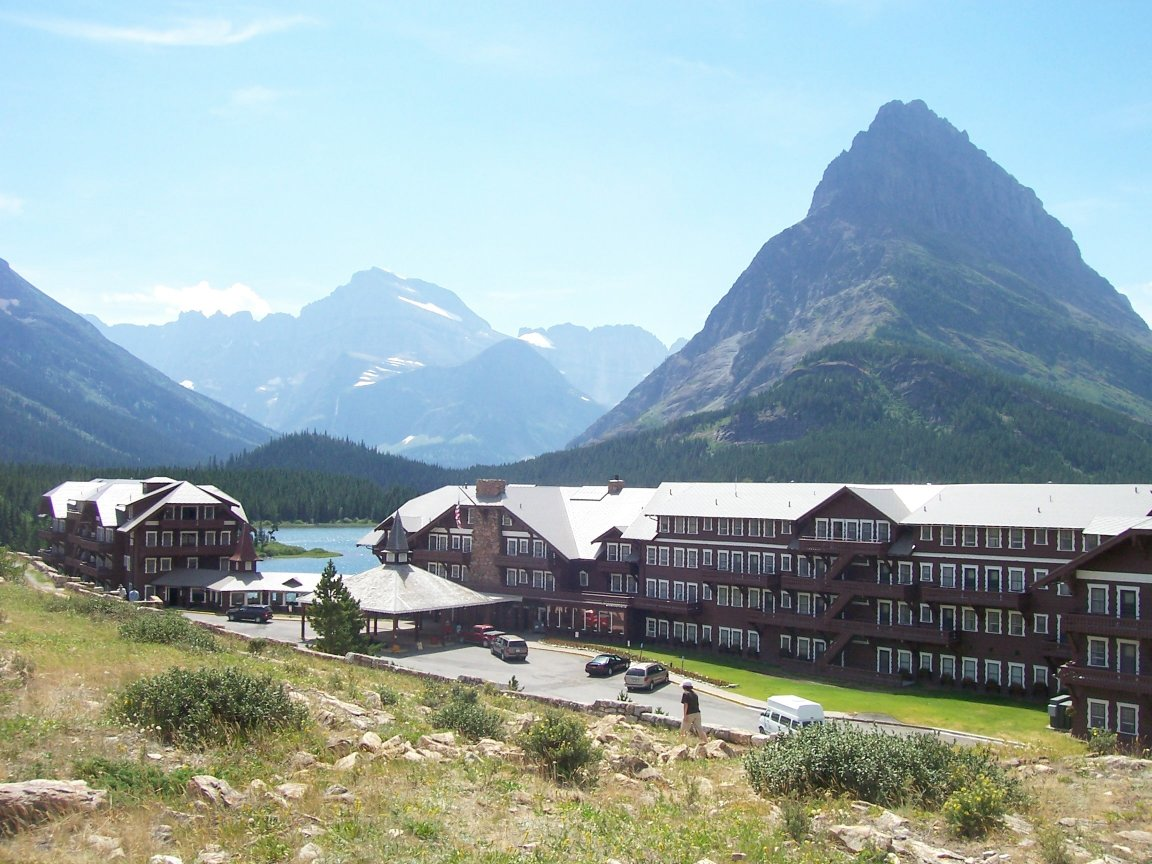
急流湖旁的众冰川酒店

1910年5月至8月，森林保护区主管弗雷蒙·内森·海恩斯（Fremont Nathan Haines）担任公园的首任代理主管，管理公园的资源。1910年8月，威廉·洛根（William Logan）被任命为公园的首任主管。虽然森林保护区的指定确认了黑脚人的传统使用权，但国家公园的授权立法并未提及对美国原住民的保障。美国政府的立场是：由于山区被特别指定为国家公园，其失去了多用途公共土地的地位，以前的权利不复存在。索赔法院在1935年也确认了这一点。一些黑脚人认为，他们的传统使用权在法律上仍然存在。19世纪90年代，几次武装对峙险些发生。
20世纪10年代，在主席路易斯·沃伦·希尔的管理下，大北方铁路公司在公园内建造了许多酒店和木屋，以促进旅游业的发展。它们以瑞士建筑为模型，由大北方铁路公司的一家子公司——冰川公园公司建造和使用，是希尔将冰川描绘为“美国的瑞士”计划的一部分。希尔对赞助艺术家来到公园特别感兴趣，建造了能够展示他们作品的旅游旅馆。他在公园里的酒店从未盈利，但吸引了成千上万通过大北方铁路而来的游客。度假者通常在旅馆之间骑马旅行，或利用季节性驿马路线进入东北部的众冰川地区。

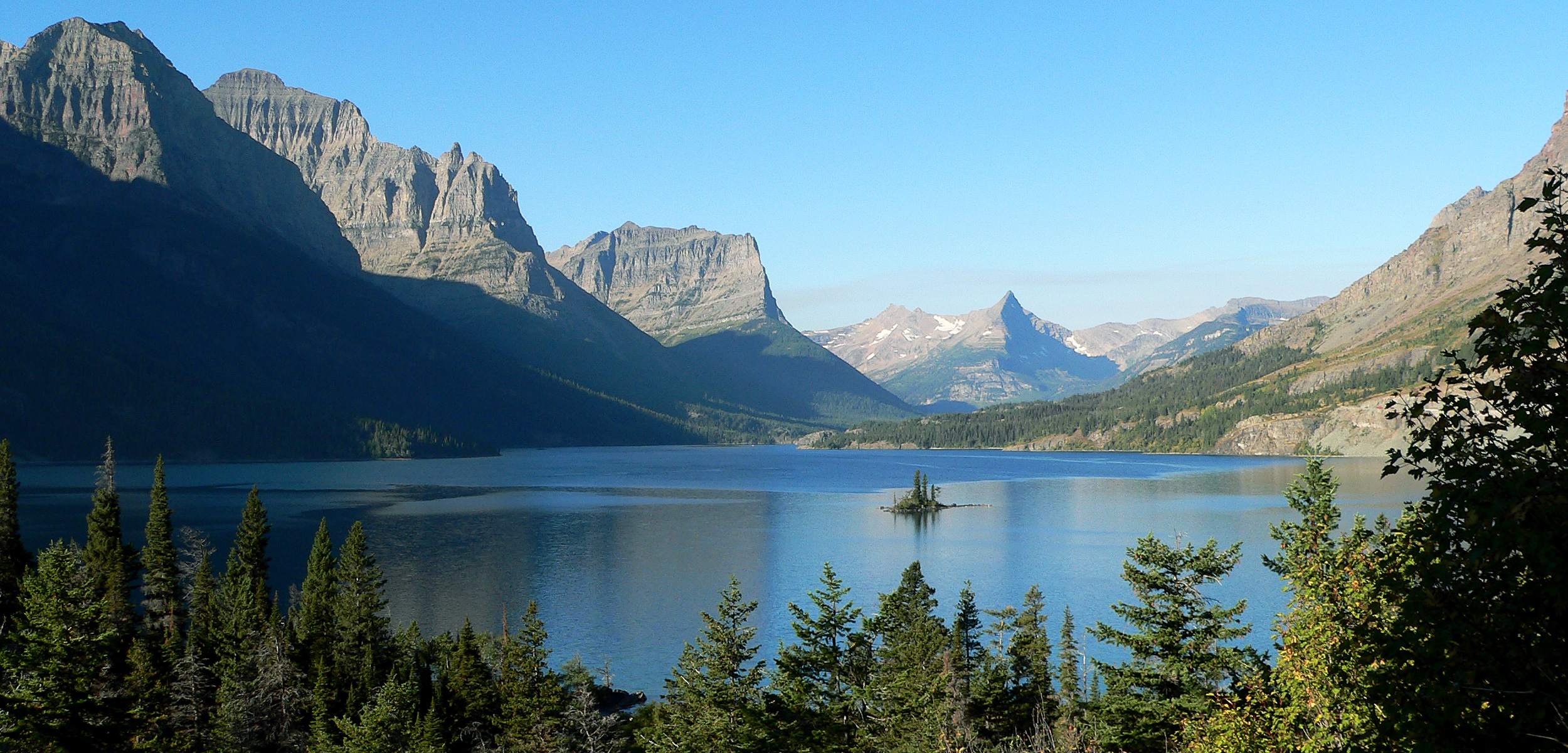
圣玛丽湖和雁岛

一些木屋建于1910年至1913年间，包括贝尔顿木屋、圣玛丽木屋、奔向太阳木屋、众冰川木屋、双药木屋、斯佩里木屋、花岗岩公园木屋、切特河岸木屋、枪景湖木屋。铁路公司还在公园的东侧建造了冰川公园旅馆，并在急流湖的东岸建造了众冰川酒店。路易斯·沃伦·希尔根据附近的景观，亲自为这些建筑选址。1913年至1914年，另一位开发商约翰·刘易斯（John Lewis）在麦克唐纳湖旁建造了刘易斯冰川酒店。1930年，大北方铁路公司买下了这家酒店，后来将其更名为麦克唐纳湖旅馆。一些木屋位于偏远地区，只能通过小径到达。目前，只有斯佩里木屋、花岗岩公园木屋、贝尔顿木屋仍在运营；双药木屋的一栋建筑后被改为双药商店。公园内现存的木屋和酒店建筑被指定为国家历史名胜。公园内共有350座建筑物和构筑物被列入《国家史迹名录》，包括护林员站、野外巡逻小屋、消防瞭望台和特许经营设施。2017年，斯佩里木屋因斯普拉格山火而提前关闭，大火烧毁了整个内部结构，只留下石头外墙。由于损坏，木屋无限期关闭。2017年秋季，外部石雕得到加固。经维修，2020年7月18日，该木屋重新向公众开放。

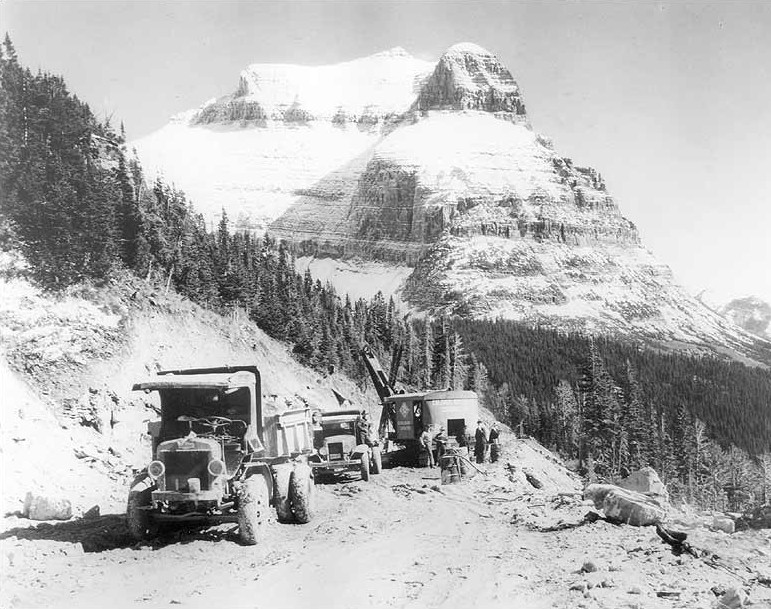
1932年，奔向太阳之路沿线施工的景象，背景是奔向太阳之山

公园建成后，游客更倾向驾驶汽车游览园区，于是85（53英里）长的奔向太阳之路开始动工，并于1932年完工。这条路也被简称为太阳路（Sun Road）。它将公园一分为二，在海拔为2,026（6,646英尺）的洛根山口穿过大陆分水岭，是唯一一条深入公园的路线。太阳路也被列入《国家史迹名录》，1985年被指定为国际土木工程历史古迹。2号美国国道是另一条沿着公园和国家森林间南部边界的路线，它在马里亚斯山口跨越大陆分水岭，连接西格拉西尔和东格拉西尔的城镇。
平民保育团是罗斯福新政时期为年轻人设立的救济机构，1933年至1942年间，它在冰川国家公园和黄石国家公园的开发中发挥了重要作用。平民保育团的任务包括重新造林、开发露营地、建设步道、减少火灾风险和消防工作。20世纪30年代，穿过公园的机动车流量增加，因此在急流湖地区与旭日地区修建了新的特许设施，它们都是为汽车旅游而设计的。这些早期的汽车营地现在也被列入《国家史迹名录》。

## 公园管理

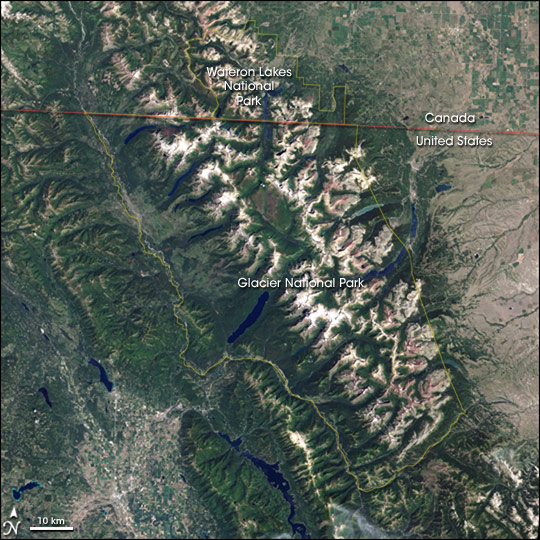
由陆地卫星7号拍摄的沃特顿-冰川国际和平公园卫星图。由刘易斯逆冲岩形成的落基山前缘在右侧的大平原上急剧上升

冰川国家公园由美国国家公园管理局管理，公园总部位于蒙大拿州西格拉西尔。2019年，冰川国家公园的游客访问量约为350万人次，超过了2017年331万人次的峰值。自2012年以来，冰川每年至少有200万游客，但从2014年到2018年，其每年的游客人数都打破了记录。
冰川国家公园2016年的预算为1,380.3万美元，2017年的计划预算为1,377.7万美元。为了迎接2010年公园100周年纪念日，奔向太阳之路的主要重建工程已经完成。联邦公路管理局与国家公园管理局合作，管理该重建项目。游客中心和历史酒店等主要建筑的修复工作，以及污水处理设施和露营地的改善工作，已在周年纪念日之前完成。国家公园管理局正在研究麦克唐纳湖的渔业，以评估现状并制定保护方案，提高本地鱼类的数量。公园步道的修复、教育和青年项目、公园改善以及许多社区项目已被规划并正在开展。
国家公园管理局的任务是“保存和保护自然和文化资源”。1916年8月25日的组织法将国家公园管理局确立为联邦机构。该法的一个主要部分通常被概括为“使命”，“促进和规范……对国家公园的使用……其目的是保护其中的风景、自然和历史物品、野生动物，并通过使其不受损害的方式和手段，让后代也能享受这些自然和历史物”。根据这一规定，在公园内狩猎、采矿、伐木、移除自然或文化资源均是非法的。此外，石油和天然气的勘探和开采也是不允许的。然而，这些限制引起了与邻近的黑脚印第安人保留地的许多冲突。当他们把土地卖给美国政府时，是以能够保持他们对该地区的使用权为条件的，其中许多权利（如狩猎）与这些规定发生了冲突。
1974年，一份原野研究报告被提交给了国会，其确定公园95%的区域符合荒野指定条件。与其他一些公园不同，冰川国家公园尚未作为荒野受到保护，但国家公园管理局的政策要求，在国会做出全面决定之前，报告中列出的指定区域应作为荒野管理。冰川国家公园93%的土地作为荒野进行管理，尽管它们还没有被正式指定。

## 地理与地质

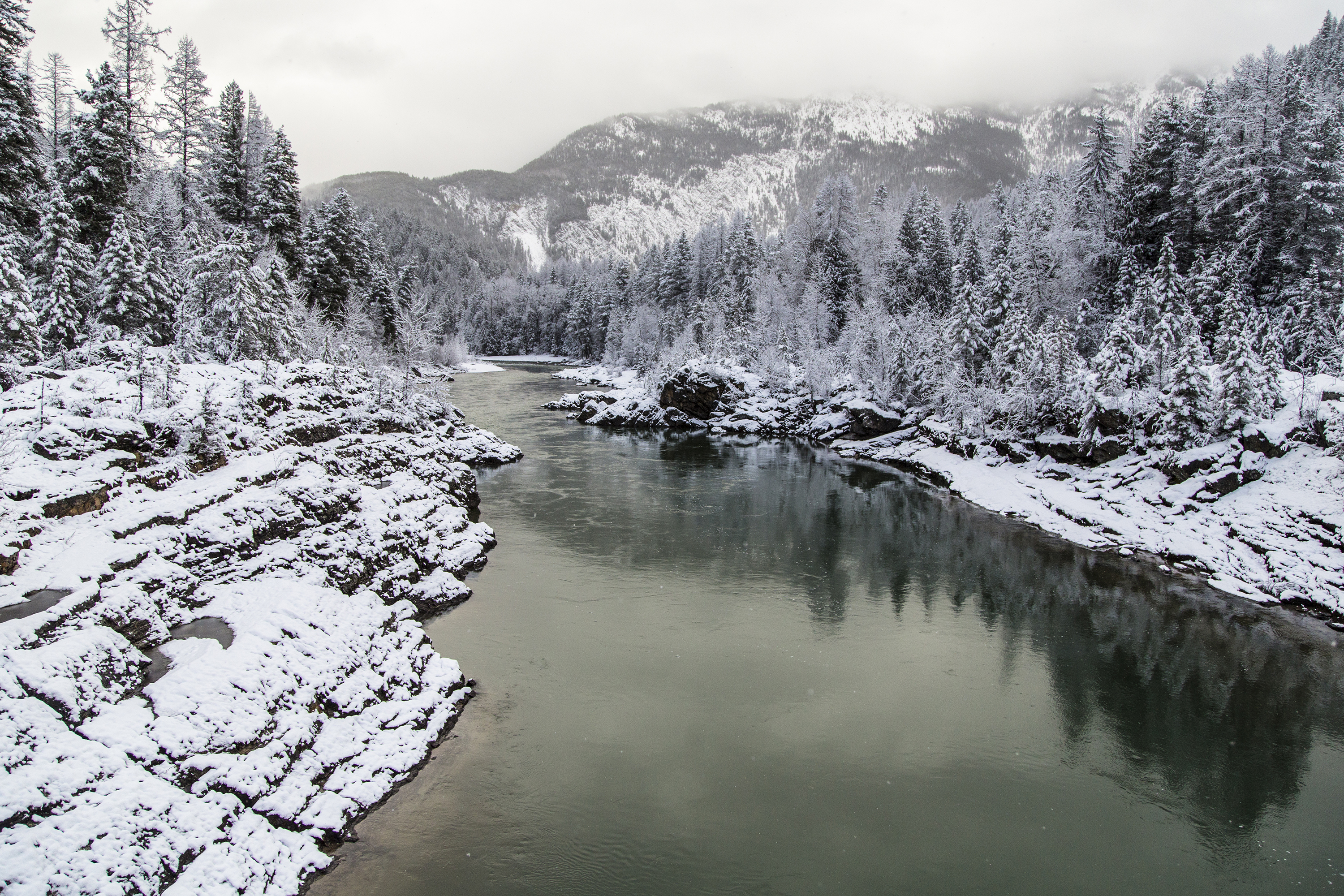
冬天的弗拉特黑德河

美国冰川国家公园地质剖面图

公园北部与阿尔伯塔省的沃特顿湖国家公园、不列颠哥伦比亚省的弗拉特黑德省立森林和阿卡米纳-基希耶纳省立公园接壤。在西部，弗拉特黑德河的北部支流构成西部边界，而其中部支流是南部边界的一部分。东部大部分与黑脚印第安人保留地接壤。刘易斯和克拉克国家森林与弗拉特黑德国家森林构成了南部和西部的边界。偏远的鲍勃马歇尔荒野综合区位于紧邻公园南部的两座森林中。
该公园有700多个湖泊，但截至2016年，只有131个湖泊被命名。位于公园西侧的麦克唐纳湖是最长的湖，长16（10英里），最深141（464英尺）。许多较小的湖泊被称为冰斗湖，位于冰川侵蚀形成的冰斗中。包括雪崩湖和裂缝湖在内的一些湖泊，被悬浮的冰川淤泥染成不透明的绿松石色，导致许多溪流呈乳白色。冰川国家公园湖泊终年寒冷，湖表温度很少超过10 °C（50 °F）。像这样的冷水湖只能支持很少的浮游生物生长，使得湖水非常清澈。然而，缺乏浮游生物会降低污染物的过滤速度，所以污染物往往会存在更长时间。因此，这些湖泊被认为是环境的风向标，因为即使污染物轻微增加，它们也可能会迅速受到影响。
整个公园分布有200个瀑布。然而，在一年中较干燥的时候，许多瀑布都会变成涓涓细流。最大的瀑布包括双药地区的瀑布、麦克唐纳谷（McDonald Valley）的麦克唐纳瀑布（McDonald Falls）、众冰川地区的急流瀑布（Swiftcurrent Falls）。这些瀑布很容易被观察到，并且靠近众冰川酒店。最高的瀑布之一是鸟女瀑布，它位于奥柏林山北坡下方的一个悬谷，落差为150（492英尺） 。

### 地质
公园中发现的岩石主要是带状超群的沉积岩。它们在16亿至8亿年前沉积在浅海。在1.7亿年前落基山脉形成过程中，现在被称为刘易斯逆冲岩的岩石区域被向东挤压了80（50英里）。这一逆冲断层厚几公里，長幾百公里。这导致较老的岩石被较新的岩石取代，所以上覆的元古代岩石比它们现在所处的白垩纪岩石早14到15亿年。
这个逆冲断层最引人注目的证据之一是酋长山，这是公园东部边界边缘的一座孤立山峰，高出北美大平原800（2,500英尺）。公园里有六座海拔超过3,000（10,000英尺）的山峰，其中最高的是海拔为3,190（10,466英尺）的克利夫兰山。三分峰将水送往太平洋、哈德森湾和墨西哥湾流域。这座山尽管海拔高度仅为2,444（8,020英尺），但实际上可以被认为是北美大陆的最高点。
冰川国家公园的岩石是世界上保存最完好的元古代沉积岩，拥有世界上最丰富的早期生命记录来源。位于其他地区的类似年龄的沉积岩因造山运动和其他变质变化而发生了巨大变化，因此这些地区的化石不太常见，也更难被观察到。公园里的岩石保留了一些特征，如毫米级的分层、波纹痕、泥裂缝、盐结晶、雨滴印、鲕粒，以及其他沉积层理特征。六种叠层石化石记录了早期生物（主要是蓝绿藻类），其年代约为10亿年。阿佩昆尼地层是公园内保存完好的岩层，它的发现将动物生命起源的确定日期向前推进了整整十亿年。该岩层具有层理结构，被认为是地球上最早确认的后生动物的遗骸。

### 冰川

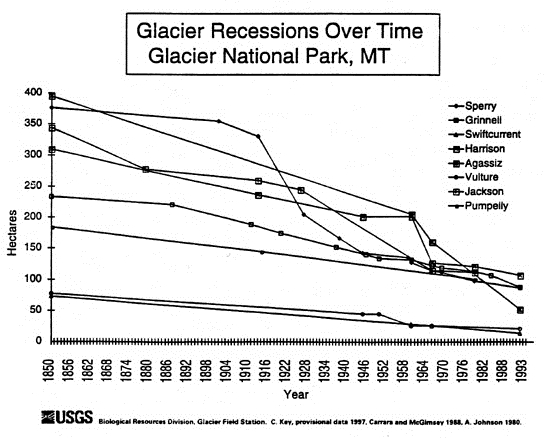
自1850年小冰期结束以来的冰川退缩情况

冰川国家公园以山脉为主，这些山脉在末次冰盛期被巨大的冰川雕刻成现在的形状。在过去的12,000年中，这些冰川基本上消失了。整个公园内都发现了广泛的冰川活动的证据，如U型山谷、冰斗、刃脊，以及从最高峰底部流出的像手指一般辐射状的大型湖泊。自冰河时代结束以来，出现了各种升温和降温的趋势。最近一次降温趋势是在小冰河时期，大约发生在1550年至1850年之间。在小冰期，公园里的冰川扩张并前进，尽管程度远不及大冰期。
20世纪中叶的地图和照片提供了明确的证据，表明公园100年前存在的150座冰川在许多情况下已经大幅度退缩，甚至是完全消失。重复拍摄的冰川照片，如1938年至2015年间拍摄的格林内尔冰川照片，有助于从视觉上确认冰川退缩的程度。
20世纪80年代至今，美国地质调查局更加系统地研究剩余的冰川。到2010年，公园内仍有37条冰川，但其中只有25条冰川的面积在0.10平方（25英畝）以上，因此仍被认为是活跃的。根据21世纪初的变暖趋势，科学家曾估计公园剩余的冰川将在2020年之前融化；然而，后来的一项估计表明，冰川可能会在2030年前消失。自1980年以来，冰川退缩的速度在全球范围内更加加快。据估计，如果没有重大的气候变化，让凉爽和湿润的天气恢复并持续，质量平衡（即冰川的累积速率与消融速率之差）将继续为负，冰川将会消失，最终只留下贫瘠的岩石。
1850年小冰期结束后，公园里的冰川有适度的退缩，直至20世纪10年代。从1917年到1941年，冰川退缩速度加快，一些冰川每年退缩的距离高达100（330英尺）。从20世纪40年代到1979年的轻微降温趋势有助于减缓冰川退缩的速度，在少数情况下，甚至使冰川前进10米以上。然而，在20世纪80年代，公园里的冰川开始了稳定的冰川流失期，一直持续到2010年。1850年，布莱克福特冰川和杰克逊冰川附近地区的冰川覆盖面积为21.6平方（5,337英畝），但到1979年，公园的同一地区冰川覆盖面积仅为7.4平方（1,828英畝）。在1850年至1979年间，73%的冰川已经融化。公园建立时，杰克逊冰川是布莱克福特冰川的一部分，但后来它们分离成为独立的冰川。
除了随着时间的推移会产生新的问题，并会加剧现有的挑战之外，冰川退缩会如何影响公园的生态系统，目前还不得而知。人们对负面影响感到担忧，比如依赖冷水的动植物物种丧失栖息地。较少的冰川融化减少了夏季和秋季干燥季节的溪流水位流量，并降低了整体地下水水位，增加了森林火灾的风险。冰川的消失也会降低游客前来欣赏冰川的欲望。2019年，公园管理局更新现场标牌，以反映最新的科学发现。一个标语牌上的“到2020年消失”的字句被替换为“然而，它们何时会完全消失，取决于我们如何以及何时采取行动”。另一个标语牌上写着：“有些冰川融化得比其他冰川快，但有一点是一致的：公园里的冰川正在缩小。”

### 气候

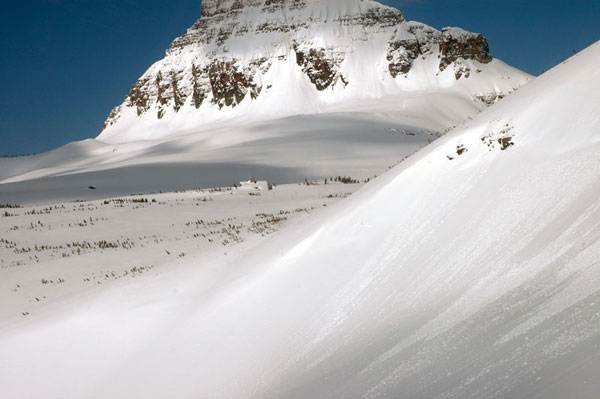
2006年3月23日，大漂移地区的奔向太阳之路

由于公园横跨大陆分水岭，海拔变化超过2,100（7,000英尺），因此公园内有许多气候和微气候。与其他高山生态系统一样，平均温度通常随海拔升高而下降。公园西侧位于太平洋流域，由于海拔较低，气候较为温和湿润。冬季和春季降水量最大，平均每月50至80（2至3英寸）。一年中的任何时候都可能会降雪，甚至是在夏天，特别是在较高的海拔地区。冬季会带来持续的寒潮，尤其是在大陆分水岭东侧，那里的整体海拔较高。冬季降雪量很大，最大的降雪量出现在西部。在旅游季节，白天的最高温度平均为16至21 °C（60至70 °F），而夜间的最低温度通常降至4 °C（40 °F）。高海拔地区的温度可能要低得多。在西部的低谷地区，夏季的日间最高气温可能达到30 °C（90 °F）。
该地区气温变化迅速。在公园东侧蒙大拿州布朗宁的黑脚印第安人保留地，1916年1月23日至24日夜间，气温从7 °C（44 °F）骤降至−49 °C（−56 °F），仅在24小时内下降了56 °C（100 °F），创下了世界纪录。
冰川国家公园有一个备受瞩目的全球气候变化研究项目。该项目总部设在蒙大拿州博兹曼市，研究西格拉西尔的气候，自1992年以来，美国地质调查局一直对具体的气候变化进行科学研究。除了对冰川退缩的研究外，所开展的研究还包括森林模型研究，其中分析了火灾生态和生境的改变。此外，他们还记录了高山植被模式的变化，并研究流域（在固定的测量站频繁记录水流流速和温度）、大气（分析UV-B辐射、臭氧和其他大气气体）。汇编的研究有助于更广泛地了解公园的气候变化。将收集到的数据与分散在世界各地的其他设施的数据相比较，有助于在全球范围内关联这些气候变化。
冰川国家公园地区被认为具有优良的空气和水质。该地区附近没有人口密集的主要地区，并由于工厂和其他潜在污染物的来源稀少，工业影响被降到了最低。然而，整个公园中无菌和寒冷的湖泊很容易被下雨或下雪时飘落的空气污染物所污染，在公园水域中已经发现了这些污染物的一些证据。野火也可能影响水质。然而，目前看来，污染程度可以忽略不计，蒙大拿州将园内湖泊和水道的水质等级评为最高的A-1级。
| 蒙大拿州西格拉西尔气象数据（平均数据自1991年统计至2020年，极端数据自1948年统计至今） | 蒙大拿州西格拉西尔气象数据（平均数据自1991年统计至2020年，极端数据自1948年统计至今） | 蒙大拿州西格拉西尔气象数据（平均数据自1991年统计至2020年，极端数据自1948年统计至今） | 蒙大拿州西格拉西尔气象数据（平均数据自1991年统计至2020年，极端数据自1948年统计至今） | 蒙大拿州西格拉西尔气象数据（平均数据自1991年统计至2020年，极端数据自1948年统计至今） | 蒙大拿州西格拉西尔气象数据（平均数据自1991年统计至2020年，极端数据自1948年统计至今） | 蒙大拿州西格拉西尔气象数据（平均数据自1991年统计至2020年，极端数据自1948年统计至今） | 蒙大拿州西格拉西尔气象数据（平均数据自1991年统计至2020年，极端数据自1948年统计至今） | 蒙大拿州西格拉西尔气象数据（平均数据自1991年统计至2020年，极端数据自1948年统计至今） | 蒙大拿州西格拉西尔气象数据（平均数据自1991年统计至2020年，极端数据自1948年统计至今） | 蒙大拿州西格拉西尔气象数据（平均数据自1991年统计至2020年，极端数据自1948年统计至今） | 蒙大拿州西格拉西尔气象数据（平均数据自1991年统计至2020年，极端数据自1948年统计至今） | 蒙大拿州西格拉西尔气象数据（平均数据自1991年统计至2020年，极端数据自1948年统计至今） | 蒙大拿州西格拉西尔气象数据（平均数据自1991年统计至2020年，极端数据自1948年统计至今） |
| 月份                                                                                 | 1月                                                                                  | 2月                                                                                  | 3月                                                                                  | 4月                                                                                  | 5月                                                                                  | 6月                                                                                  | 7月                                                                                  | 8月                                                                                  | 9月                                                                                  | 10月                                                                                 | 11月                                                                                 | 12月                                                                                 | 全年                                                                                 |
| ------------------------------------------------------------------------------------ | ------------------------------------------------------------------------------------ | ------------------------------------------------------------------------------------ | ------------------------------------------------------------------------------------ | ------------------------------------------------------------------------------------ | ------------------------------------------------------------------------------------ | ------------------------------------------------------------------------------------ | ------------------------------------------------------------------------------------ | ------------------------------------------------------------------------------------ | ------------------------------------------------------------------------------------ | ------------------------------------------------------------------------------------ | ------------------------------------------------------------------------------------ | ------------------------------------------------------------------------------------ | ------------------------------------------------------------------------------------ |
| 历史最高温 °C（°F）                                                                  | 13 (55)                                                                              | 14 (58)                                                                              | 19 (66)                                                                              | 28 (83)                                                                              | 32 (90)                                                                              | 37 (98)                                                                              | 37 (99)                                                                              | 38 (100)                                                                             | 35 (95)                                                                              | 26 (79)                                                                              | 18 (65)                                                                              | 16 (60)                                                                              | 38 (100)                                                                             |
| 平均最高温 °C（°F）                                                                  | 5.7 (42.3)                                                                           | 7.2 (44.9)                                                                           | 13.1 (55.5)                                                                          | 20.8 (69.4)                                                                          | 26.8 (80.3)                                                                          | 29.8 (85.7)                                                                          | 32.7 (90.8)                                                                          | 32.7 (90.8)                                                                          | 28.2 (82.7)                                                                          | 20.7 (69.3)                                                                          | 11.2 (52.1)                                                                          | 5.4 (41.7)                                                                           | 33.7 (92.6)                                                                          |
| 平均高温 °C（°F）                                                                    | −1.2 (29.9)                                                                          | 0.9 (33.6)                                                                           | 5.8 (42.5)                                                                           | 11.4 (52.6)                                                                          | 17.8 (64.1)                                                                          | 21.3 (70.4)                                                                          | 26.8 (80.2)                                                                          | 26.3 (79.4)                                                                          | 20.0 (68.0)                                                                          | 10.9 (51.7)                                                                          | 2.8 (37.0)                                                                           | −1.6 (29.2)                                                                          | 11.8 (53.2)                                                                          |
| 日均气温 °C（°F）                                                                    | −4.1 (24.6)                                                                          | −3.1 (26.5)                                                                          | 1.0 (33.8)                                                                           | 5.6 (42.0)                                                                           | 10.9 (51.6)                                                                          | 14.3 (57.8)                                                                          | 18.3 (64.9)                                                                          | 17.6 (63.6)                                                                          | 12.4 (54.4)                                                                          | 5.7 (42.3)                                                                           | −0.2 (31.7)                                                                          | −4.2 (24.5)                                                                          | 6.2 (43.1)                                                                           |
| 平均低温 °C（°F）                                                                    | −7.1 (19.3)                                                                          | −7.0 (19.4)                                                                          | −3.8 (25.1)                                                                          | −0.3 (31.4)                                                                          | 3.9 (39.0)                                                                           | 7.3 (45.1)                                                                           | 9.8 (49.6)                                                                           | 8.8 (47.9)                                                                           | 4.9 (40.8)                                                                           | 0.5 (32.9)                                                                           | −3.1 (26.4)                                                                          | −6.7 (19.9)                                                                          | 0.6 (33.1)                                                                           |
| 平均最低温 °C（°F）                                                                  | −21.8 (−7.3)                                                                         | −19.5 (−3.1)                                                                         | −14.7 (5.6)                                                                          | −6.7 (19.9)                                                                          | −2.7 (27.1)                                                                          | 1.4 (34.6)                                                                           | 4.1 (39.4)                                                                           | 2.7 (36.9)                                                                           | −1.5 (29.3)                                                                          | −8.1 (17.4)                                                                          | −13.9 (7.0)                                                                          | −18.7 (−1.6)                                                                         | −26.7 (−16.1)                                                                        |
| 历史最低温 °C（°F）                                                                  | −37 (−35)                                                                            | −36 (−32)                                                                            | −34 (−30)                                                                            | −16 (3)                                                                              | −11 (13)                                                                             | −4 (24)                                                                              | −1 (31)                                                                              | −3 (26)                                                                              | −8 (18)                                                                              | −19 (−3)                                                                             | −27 (−17)                                                                            | −38 (−36)                                                                            | −38 (−36)                                                                            |
| 平均降水量 mm（）                                                                    | 90 (3.54)                                                                            | 55 (2.17)                                                                            | 66 (2.58)                                                                            | 55 (2.15)                                                                            | 67 (2.62)                                                                            | 97 (3.80)                                                                            | 35 (1.39)                                                                            | 30 (1.17)                                                                            | 50 (1.96)                                                                            | 77 (3.05)                                                                            | 82 (3.23)                                                                            | 82 (3.21)                                                                            | 784 (30.87)                                                                          |
| 平均降雪量 cm（）                                                                    | 81 (32.0)                                                                            | 41 (16.0)                                                                            | 36 (14.0)                                                                            | 7.9 (3.1)                                                                            | 1.3 (0.5)                                                                            | 0.0 (0.0)                                                                            | 0.0 (0.0)                                                                            | 0.0 (0.0)                                                                            | 0.0 (0.0)                                                                            | 5.1 (2.0)                                                                            | 41 (16.2)                                                                            | 80 (31.4)                                                                            | 293 (115.2)                                                                          |
| 平均降水天数（≥ 0.01 in）                                                            | 17.9                                                                                 | 14.5                                                                                 | 15.0                                                                                 | 13.9                                                                                 | 13.6                                                                                 | 14.9                                                                                 | 8.5                                                                                  | 6.8                                                                                  | 9.6                                                                                  | 13.6                                                                                 | 16.3                                                                                 | 17.8                                                                                 | 162.4                                                                                |
| 平均降雪天数（≥ 0.1 in）                                                             | 13.9                                                                                 | 10.5                                                                                 | 6.2                                                                                  | 1.8                                                                                  | 0.3                                                                                  | 0.0                                                                                  | 0.0                                                                                  | 0.0                                                                                  | 0.0                                                                                  | 1.0                                                                                  | 6.7                                                                                  | 14.2                                                                                 | 54.6                                                                                 |
| 来源：美国国家海洋和大气管理局                                                       |                                                                                      |                                                                                      |                                                                                      |                                                                                      |                                                                                      |                                                                                      |                                                                                      |                                                                                      |                                                                                      |                                                                                      |                                                                                      |                                                                                      |                                                                                      |

## 生物与生态

### 植物

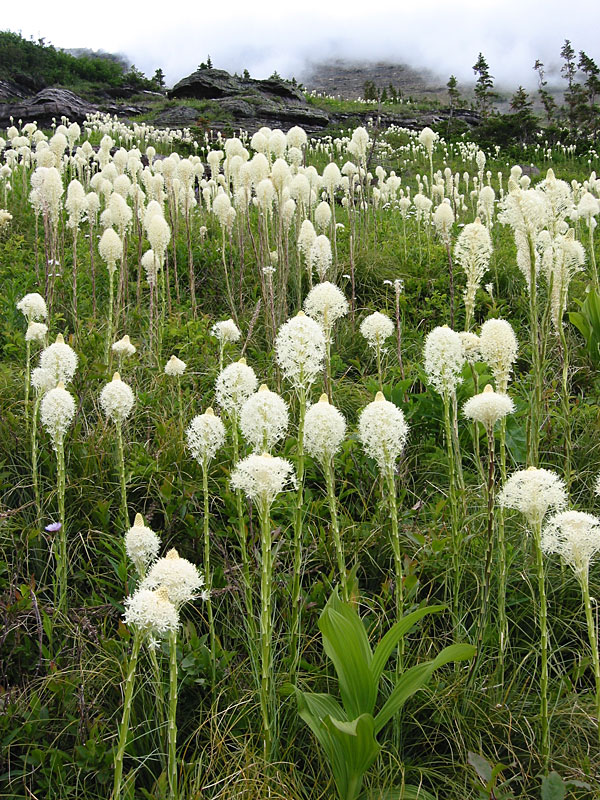
熊草是一种高大的开花植物，在公园里随处可见

冰川国家公园是一个大型且保存完好的生态系统的一部分，该生态系统被称为“大陆生态系统之冠”，主要是未经开发的原始荒野。事实上，欧洲探险者第一次进入该地区时存在的所有植物和动物，目前仍都存在于公园内。
公园有超过1,987种已识别植物，包括1,132种维管束植物和855种苔藓和地衣（非维管束植物）。以松柏为主的森林是各种树种的家园，如银云杉、花旗松、毛果冷杉、软叶五针松和西美落叶松。西美落叶松是一种落叶针叶树，每年秋天会产生球果，但会失去针叶。三角叶杨和颤杨是比较常见的落叶乔木，它们生长在低海拔地区，通常沿着湖泊和溪流。由于受到大平原寒风与天气的影响，公园东侧的林木线比大陆分水岭西侧低近244（800英尺）。大陆分水岭以西的森林吸收了更多的水分，并在冬天得到了更多的保护，因此此处树木比其他地区更多更高。高山苔原地区气候恶劣，诸如贴苞灯心草等多年生植物一年只有数月能够勉强在没有积雪的地区生存。另有30种植物只在周围的公园和国家森林中被发现。熊草是一种高大的开花植物，常见于水源附近，在7月和8月期间分布相对广泛。猴花、冰川百合、柳兰、脂根菊、火焰草等野花也很常见。
森林地区分为三个主要气候区：西部和西北部以云杉和冷杉为主，西南部以北美乔柏和铁杉为主，大陆分水岭以东的地区是松树、云杉、冷杉、草原的混合地带。麦克唐纳湖流域的雪松－铁杉林是这种太平洋气候生态系统的最东端的实例。
在外来真菌马尾松疤锈病菌的影响下，白皮五针松群落受到严重破坏。在冰川国家公园及周边地区，30%的白皮五针松已经死亡，剩余树木亦有70%以上受到感染。白皮五针松的球花含高脂肪，其松子是欧亚红松鼠和北美星鸦最喜爱的食物，灰熊和黑熊也会偷吃松鼠藏匿的松子。1930年至1970年间，政府未能阻止马尾松疤锈病菌蔓延，白皮五针松持续遭到破坏，并对以松子为食的动物带来负面影响。

### 动物

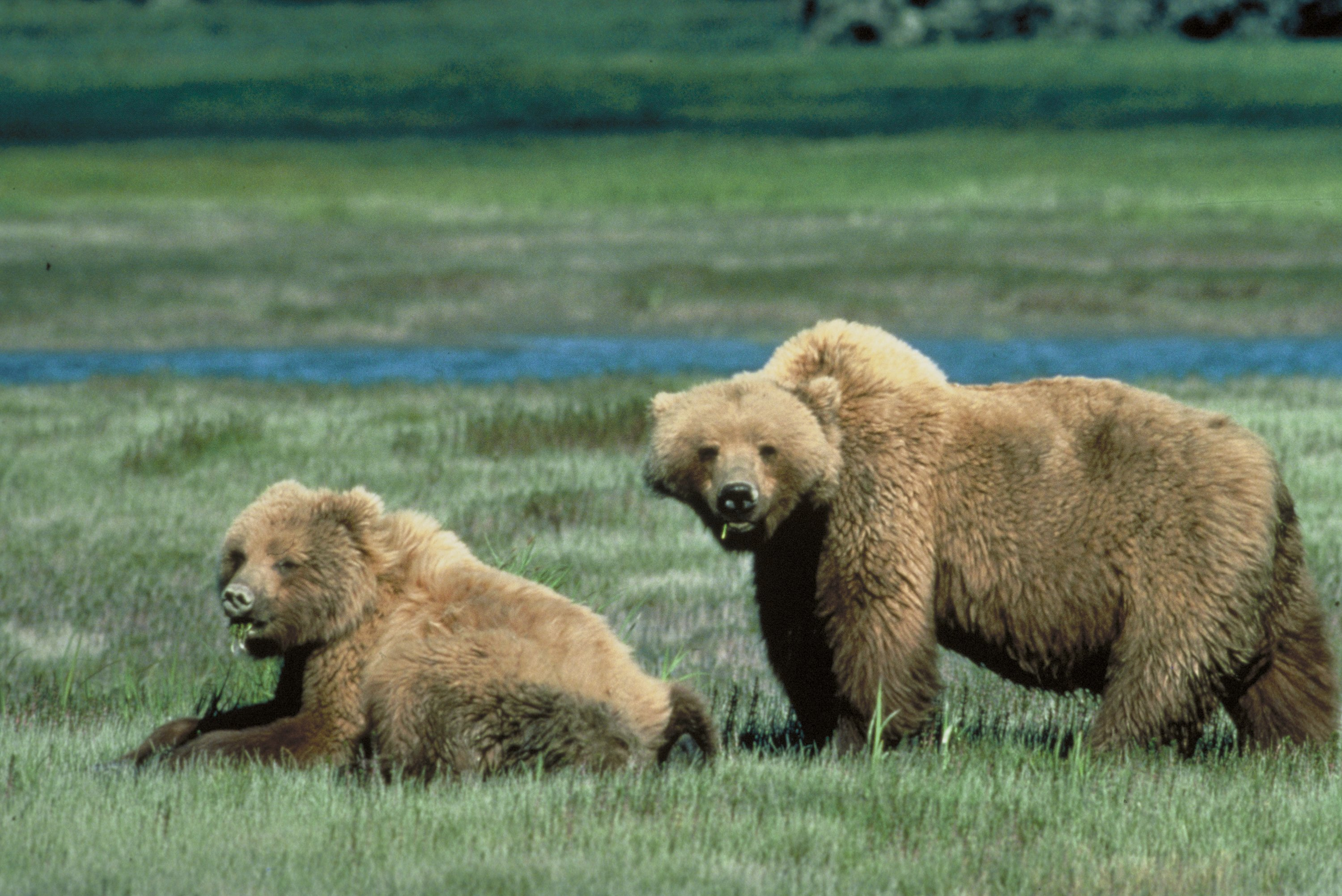
As of 2021，该地区生活着超过1,000只灰熊

除了野牛和林地驯鹿外，几乎所有历史上已知的植物和动物物种都仍然存在，为生物学家提供了一个能够研究动植物的完整生态系统。公园里发现了两种受威胁的哺乳动物物种——灰熊和猞猁。尽管它们的数量与历史上相当，但都被列为濒危物种，因为在阿拉斯加以外的几乎所有其他美国地区中，它们要么极其罕见，要么历史上也未曾存在。公园内平均每年会发生一到两次熊袭击人类事件。自1971年以来，有11起与熊有关的死亡事件；自2001年以来，有20起非致命性伤害事件。公园中灰熊和猞猁的确切数量尚不清楚；然而，对公园内猞猁数量的第一次科学调查于2021年完成。收集的数据将有助于研究人员确定在公园特定区域居住的猞猁个体数量。蒙大拿州鱼类、野生动物和公园部等州和联邦资源机构的报告表明，截至2021年，冰川国家公园内和周围数百万英亩土地上的灰熊数量已攀升至约1,051只左右——1975年灰熊首次被列为受威胁物种时，估计的数量为300只左右，而2021年时增加了两倍多。虽然灰熊和体型较小的黑熊的确切种群数量仍然未知，但生物学家已经采用了多种方法，以更加准确地确定种群范围。另一项研究表明，美国本土48个州中另一种非常罕见的哺乳动物狼獾也生活在公园里。其他哺乳动物，如雪羊（公园的官方标志）、大角羊、驼鹿、马鹿、骡鹿、臭鼬、白尾鹿、短尾猫、郊狼、山狮等，数量丰富且常见。与黄石国家公园在20世纪90年代实施狼的重新引入计划不同，据信狼在20世纪80年代自然地重新定居在冰川国家公园。已记录的哺乳动物有71种，包括獾、水獭、豪猪、水鼬、貂、渔貂，以及两种旱獭、六种蝙蝠和许多其他小型哺乳动物。

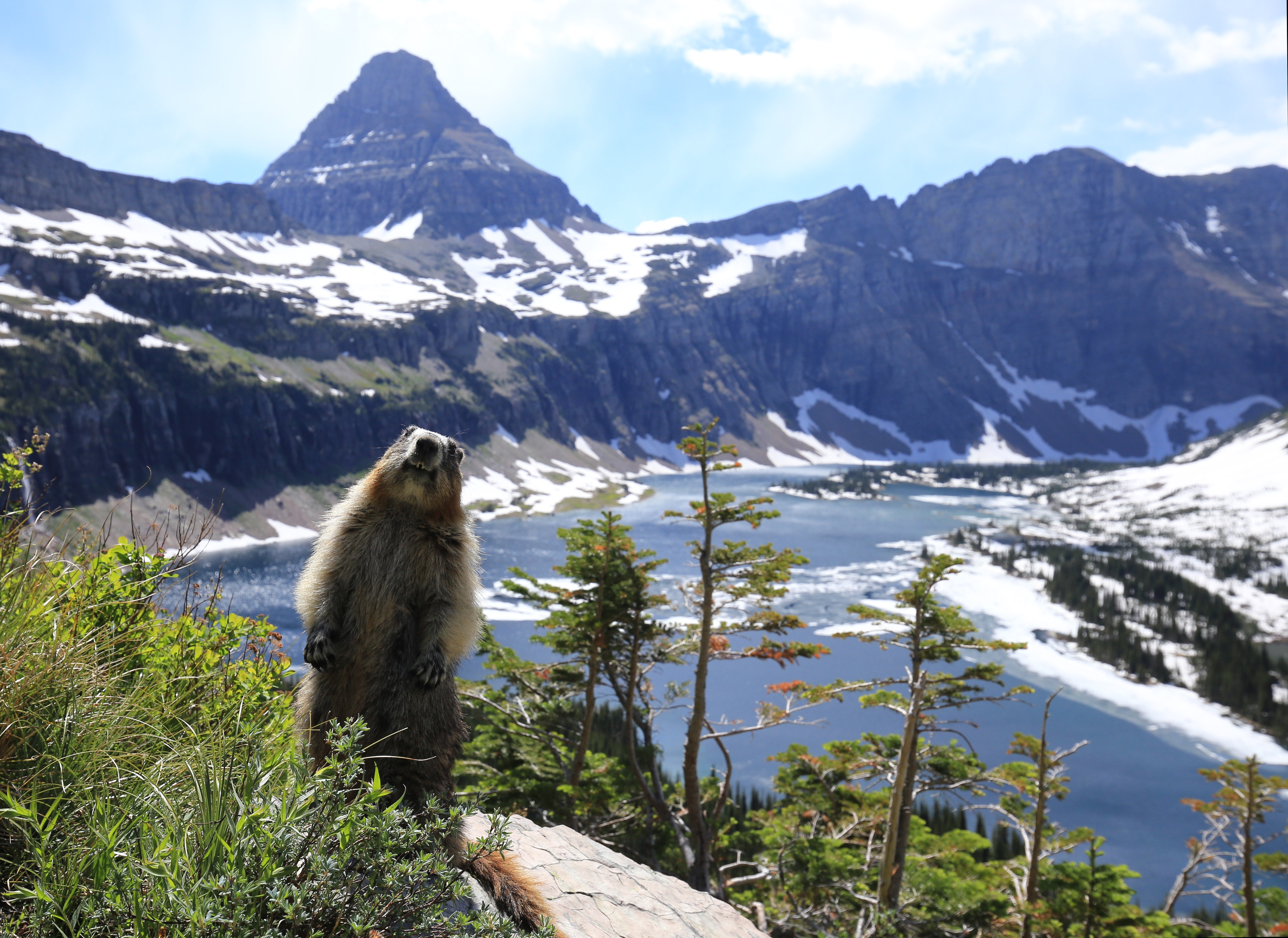
隐湖上的土拨鼠

现已记录到260多种鸟类，白头海雕、金雕、游隼、鹗等猛禽以及多种鹰常年栖息。丑鸭是一种色彩斑斓的水禽，生活在湖泊和水道中。大蓝鹭、小天鹅、加拿大雁、绿眉鸭是公园里常见的水禽。大雕鸮、北美星鸦、暗冠蓝鸦、北美黑啄木鸟、雪松太平鸟栖息在山腰的密林中，而在更高海拔的地区，最容易看到的是白尾雷鸟、雀鹀、岭雀。由于白皮五针松的减少，北美星鸦的数量比过去几年有所减少。
由于气候变冷，外温爬行动物几乎不见踪影，已知爬行动物物种只有两种束带蛇和锦龟。园方认为公园内可能还存在橡皮蚺。同样，只有六种两栖动物被记录，尽管这些物种数量众多。在2001年的一场森林大火之后，次年公园的几条道路被暂时关闭，以便让成千上万的西部蟾蜍迁移到其他地区。
公园水域共有23种鱼类，湖泊和溪流中发现的本地鱼类包括西坡割喉鳟、白斑狗鱼、白鲑、红大麻哈鱼、北极茴鱼。受威胁的牛鳟亦栖息於此。在过去几十年中，人们引入湖鳟和其他非本地鱼类物种，对牛鳟和西坡割喉鳟等原生物种构成严重威胁。

### 火灾生态

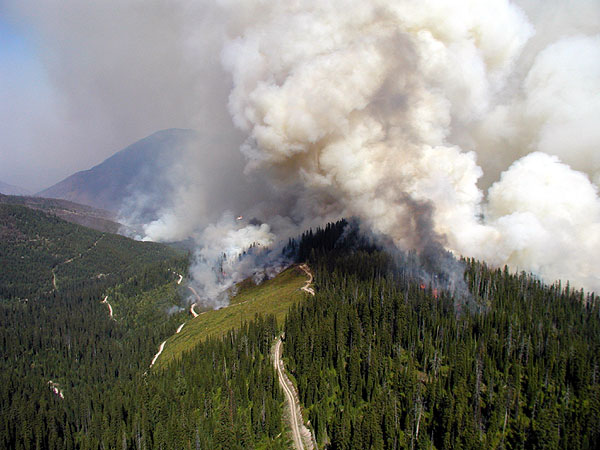
2003年，森林大火烧毁了公园13%的土地

几十年来，森林火灾一直威胁森林和公园等保护区。20世纪60年代以后，人们对火灾生态学有了更好的认识，认为森林火灾是生态系统的自然组成部分。早期的灭火政策导致大量死亡和腐烂的植物堆积在园内，如果园方容许火灾发生，便能有效解决相关问题。事实上，野火是确保森林演替的有益力量，既能焚烧植物把养分回馈土壤滋养万物，也能清除树冠让更多阳光照射地面，同时有助植食性动物找到新栖息地和多汁植被，捕食者和食腐动物也会随之繁盛。公园制定了完善的火灾管理计划，以确保人为引起的火灾普遍得到抑制。在发生自然火灾的情况下，人们监测火灾，并据其大小及可能对人类安全和建筑物造成的威胁程度以决定是否将其扑灭。
由于人口增长，郊区正逐渐扩散至森林-城镇交界域；为此，园方与邻近业主合作制定相关火灾管理措施，藉以提高他们的安全和消防意识。这种方法在许多其他保护区也很常见。作为项目的一部分，防火团队提出公园附近的房屋和建筑应改用耐火或不可燃建筑材料，同时建议土地所有者移除房子附近的树木和周围的杂乱树叶和松针，以创建没有可燃物的缓冲区。此外，团队开发了预警系统，提醒业主和游客特定时期发生火灾的可能性。冰川国家公园每年平均发生14起火灾，烧毁面积达20平方（5,000英畝）。2003年，在经历了五年的干旱和几乎没有降水的夏季之后，550平方（136,000英畝）的土地被烧毁。这是自1910年公园建立以来，被大火烧毁的面积最大的一次。

## 娱乐

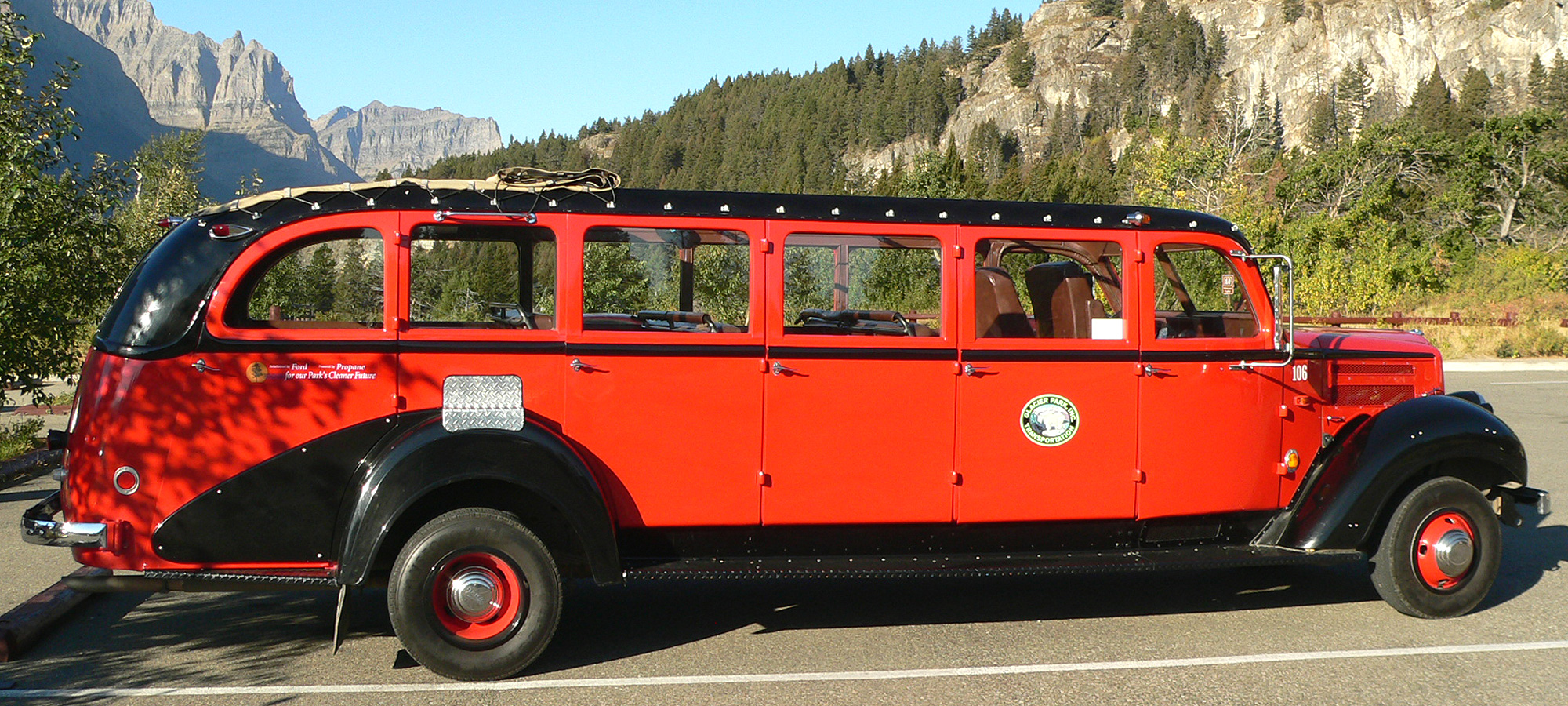
冰川国家公园的Red Jammers

冰川国家公园远离主要城市。最近的机场位于公园西南部的蒙大拿州卡利斯佩尔。美铁的帝国建设者号列车季节性地停靠东格拉西尔帕克，全年停靠西格拉西尔和埃塞克斯。自20世纪30年代起，怀特汽车公司向冰川公园运输公司交付30多辆公共汽车，以便在公园所有主要道路上提供游览服务。这些红色公共汽车被称为“Red Jammers”，司机则被称为，源于车辆行驶途中会出现传动装置卡住（gear-jamming）的情况。2001年，福特汽车公司修复了这些公交，把车身从原来的底盘拆下，再安装在现代福特E系列面包车底盘上。为了减少对环境的影响，公交采用混合动力发动机，但主要使用更洁净的丙烷作为燃料。截至2017年，原来的35辆车中仍有33辆在运营。
木制旅游船历史悠久，有些可以追溯到20世纪20年代，现仍在一些较大的湖泊上运营。自1927年以来，其中几艘船只一直在冰川国家公园季节性运营，最多可搭载80名乘客。2018年1月，其中三艘已有几十年历史的船只被列入《国家史迹名录》。
徒步旅行在公园很受欢迎。超过一半的游客在公园近1,127（700英里）的步道上徒步旅行。长177（110英里）的大陆分水岭步道横跨公园南北的大部分距离，如果高海拔山道因雪而关闭，则在低海拔处有一些替代路线。太平洋西北步道从东到西横跨公园84（52英里）。
由于园内有熊和其他大型哺乳动物栖息，游客禁止携犬进入园内各条小径，只能带入野外露营地，惟需沿柏油路驾车行驶。
游客可于园内进行多日徒步旅行，也可在小径旁边的营地野营。这些活动需要许可证，可以从某些游客中心获得或提前安排。礙于积雪和雪崩风险，徒步旅行者通常要到6月初才能进入公园大部分偏远地区，而在7月之前，许多高海拔地区的步道仍然积雪。公园设有可供车辆进入的露营地，大部分邻近大型湖泊。圣玛丽和阿普加的营地全年开放，但在淡季时条件比较简陋，因为厕所设施已经关闭，并且没有自来水。所有有车辆通道的露营地通常从6月中旬至9月中旬开放。公园还提供导游和班车服务。
虽然刘易斯逆冲岩断层岩石古老而松散，但仍吸引了许多攀岩者前来。《冰川国家公园登山者指南》（A Climber's Guide to Glacier National Park）由J·戈登·爱德华兹于1961年撰写，最新版本于1995年出版，文章在公园攀岩方面影响深远。冰川登山协会（Glacier Mountaining Society）赞助公园内的登山活动，向登顶所有3,000米（10,000英尺）山峰或所有五个技术型山峰的登山者颁发奖项。
该公园是飞蝇钓的热门目的地。在公园水域捕鱼不需要许可证。捕鱼者一旦捕获到牛鳟这一受威胁物种，必须立即将其放回水中；除此之外，每日捕捞量的限制宽松。
冰川国家公园的冬季娱乐活动有限。游客不可在公园内驾驶雪地摩托。另外，游客可在远离雪崩区的低海拔山谷中越野滑雪。

## 延伸阅读
- （英文）National Park Service. . （原始内容存档于2022-12-25）.
- （英文）Parks Canada. . 2017-03-28. （原始内容存档于2022-08-31）.
- （英文）Sierra Club. . Global Warming and Energy. （原始内容存档于2004-08-12）.
- （英文）U.S. Geological Survey. . Northern Rocky Mountain Science Center research. （原始内容存档于2022-09-12）.
- （英文）U.S. Geological Survey. . （原始内容存档于2010-05-27）.
- （英文）U.S. Geological Survey. . （原始内容存档于2022-11-26）.
- （英文）Dutiful Son: Louis W. Hill Sr. Book，这本书讲述了路易斯·沃伦·希尔（英语：Louis W. Hill），他是“帝国缔造者”（The Empire Builder）詹姆斯·杰罗姆·希尔（英语：James J. Hill）的儿子和继任者，也是冰川国家公园建立和发展背后的主要推动者。
- （英文）Bottomly-O'looney, Jennifer, and Deirdre Shaw. "Glacier National Park: People, a Playground, and a Park." Montana: The Magazine of Western History 60#1 (2010): 42–55.
- （英文）Harper, Andrew C. "Conceiving Nature: The Creation of Montana's Glacier National Park." Montana: The Magazine of Western History 60#1 (2010): 3–24.
- （英文）Mary Roberts Rinehart. . 1916-05. （原始内容存档于2022-11-26）.
- （英文）Roberts Rinehart, Mary. . 1918-04. （原始内容存档于2022-11-26）.